# NeuroRacer
El juego NeuroRacer es el resultado de la investigación realizada por un grupo de científicos de la Universidad de California, publicada en la revista científica británica Nature. Los investigadores desarrollaron un videojuego con el que se puede medir y reparar el deterioro neuronal relacionado con el envejecimiento. Se trata de controlar un vehículo en el que el jugador podría tener una única tarea o varias al mismo tiempo. Consta de un coche, en el que aparece un punto verde en pantalla y el jugador tiene que eliminarlo.

## Versión Open Source
Un grupo de programadores españoles, tras leer la noticia crearon la versión libre y gratuita del juego. Desarrollada en C++ y distribuida Open Source . El nombre del juego es NeuroRazer.
Un año después en 2015, el mismo equipo desarrolla la versión multiplataforma del juego. En formato en línea, desarrollado en html5 el juego es accesible en internet desde cualquier dispositivo móvil. Ordenador, Portátil, Teléfono inteligente, Tableta, y usando cualquier Sistema Operativo, Android, Windows Phone, Ubuntu, IOS.